# Cedar Falls, Iowa
Cedar Falls là một thành phố trong quận Black Hawk, tiểu bang Iowa, Hoa Kỳ, là nơi có một trong đại học công lập của Iowa, Đại học Northern Iowa. Thành phố có dân số là 39.260 người theo cuộc điều tra dân số năm 2010, tăng từ dân số 36.145 người trong tổng điều tra 2000. Cedar Falls có dân số nhỏ hơn của hai thành phố chính ở khu vực đô thị Waterloo-Cedar Falls.